# Літопис революції
«Літопис революції» — історичний журнал, видавався 1922–33 в м. Харків. До 1929 був друкованим органом Істпарту ЦК КП(б)У (див. Істпарти), потім — друкованим органом Інституту історії партії і Жовтневої революції на Україні при ЦК КП(б)У (див. Інститут історії партії при ЦК Компартії України — філіал Інституту марксизму-ленінізму при ЦК КПРС). Створений на кшталт періодичного органу Істпарту ЦК РКП(б) «Пролетарская революция». Питання про заснування такого видання в УСРР було порушене на засіданні Істпарту ЦК КП(б)У в грудні 1921. Перший номер часопису побачив світ у листопаді наступного року. 1922–27 видавався російською, 1928–29 — рос. та українською, а з 1930 — українською мовою. Ініціаторами видання часопису укр. мовою виступили П.Любченко та М.Скрипник. Видано 57 номерів (у 47 книгах). У різні роки наклади журналу були від 1500 до 6300 примірників. На сторінках журналу друкувалися статті, матеріали і документи, а також спогади, хроніка, бібліографія, рецензії, огляди, публіцистичні замітки тощо. Історії губерній або великих пром. центрів присвячувалися тематичні номери, зокрема 2-й номер за 1923 містив матеріали про Катеринославщину. З офіц. ідеологічних позицій висвітлювалися революц. рухи 19 — поч. 20 ст., події після Жовтневого перевороту в Петрограді 1917, історія КП(б)У та ін. Значна увага приділялася висвітленню н.-д. і видавничої діяльності істпартів, Українського товариства істориків-марксистів та ін. інституцій. Виходили розвідки до ювілейних дат з історії РКП(б) та СРСР, зокрема, присвячені II з'їздові РСДРП (1928, № 4–5; 1933, № 1/2), VI з'їзду РСДРП(б) (1932, № 1/2), Всеукр. парт. конференції в грудні 1917 (1932, № 5/6), встановленню рад. влади в Україні (1925, № 1), створенню Червоної армії (див. Радянська армія; 1927, № 1). Публікувалися матеріали до ювілеїв держ. діячів (зокрема, до 50-ліття Г.Петровського, 1928, № 2, до 60-ліття М.Скрипника, 1932, № 1/2). Уміщувалися також статті, присвячені дискусійним питанням історії України, зокрема істор. схемі М. І. Яворського (1930, № 2, 3/4, 5). Серед авторів журналу, окрім працівників Іспарту, були рад. і парт. діячі та воєначальники, зокрема В.Антонов-Овсієнко, А.Бубнов, С.Гопнер, П.Дибенко, В.Затонський, А. В. Іванова, Е.Квірінг, Ю.Коцюбинський, М. М. Криворучко, Д.Мануїльський, В.Межлаук, Г.Петровський, П.Постишев, М.Скрипник, М.Тарногродський, В.Чубар, О.Шліхтер, Й.Якір. Публікувалися мемуари більшовиків — активних учасників революц. руху та громадян. війни 1917–22, у тому числі В.Аверіна, С.Буздаліна, П.Буценка, В.Валявка, Д.Годіна, І.Грязева, О.Ємельянова, Й.Жуковського, С.Інгулова, Й.Кристалловського, В.Лапіної, Б.Магідова, Е.Медне, П.Мойсеєнка, В.Моргунова, І.Ніколаєнка, С.Покка, Й.Савицького, О.Суханова, Р.Терехова, Ф.Угарова, І.Шмирова та багатьох ін. У журналі побачили світ спогади представників народницького руху (див. Народництво) О.Бичкова, О.Макаревського та ін. Друкувалися студії істориків, у тому числі П.Анатольєва, Й.Брагинського, М.Воліна, Д.Кардашова, Г.Карпенка, С.Ковбасюка, М.Попова, М.Редіна, М.Рубача, В.Щербакова, Ф.Ястребова, а також публіцистичні твори Максима Горького, І.Козлова, Мирослава Ірчана та інших.
Покажчики: Журнал «Летопись революции»: Библиографический указатель. Х., 1933; Сарана Ф. К. Журнал «Літопис революції»: Покажчик змісту. № 1–57. 1922—1933 рр. К., 1957.